# Microscelida
Microscelida is een geslacht van kevers uit de familie bladkevers (Chrysomelidae).
De wetenschappelijke naam van het geslacht werd in 1998 gepubliceerd door Clark.

## Soorten
- Microscelida alutacea Clark, 1998
- Microscelida foveicollis Clark, 1998
- Microscelida moweri Clark, 1998
- Microscelida viridipennis Clark, 1998
- Microscelida wellsi Clark, 1998
- Microscelida whitingi Clark, 1998
- Microscelida wilcoxi Clark, 1998